# Wodników Górny
Wodników Górny – wieś w Polsce położona w województwie dolnośląskim, w powiecie milickim, w gminie Milicz.

## Podział administracyjny
W latach 1975–1998 miejscowość administracyjnie należała do województwa wrocławskiego.

## Zabytki
Do wojewódzkiego rejestru zabytków wpisane są:
- zespół dworski:
  - dwór, z XVIII w., 1912 r.
  - park, z drugiej połowy XIX w.